# Condado de Columbia (Washington)
El condado de Columbia es uno de los 39 condados del estado estadounidense de Washington.
Al año 2000, su población era de 4.064 habitantes. Su sede de condado es en Dayton, que también es la ciudad más grande del condado. Toma su nombre del río Columbia.
El Condado de Columbia fue creado a partir del Condado de Walla Walla el 11 de noviembre de 1875.

## Localidades
- Dayton
- Starbuck

## Otras comunidades
- Alto
- Turner
- Huntsville
- Marengo